# Ісраель Ауманн
Ісраель (Роберт Джон) Уман (народився 8 червня 1930) — ізраїльський математик, професор Єврейського університету в Єрусалимі та Університету Нью-Йорку в Стоні-Бруці. 

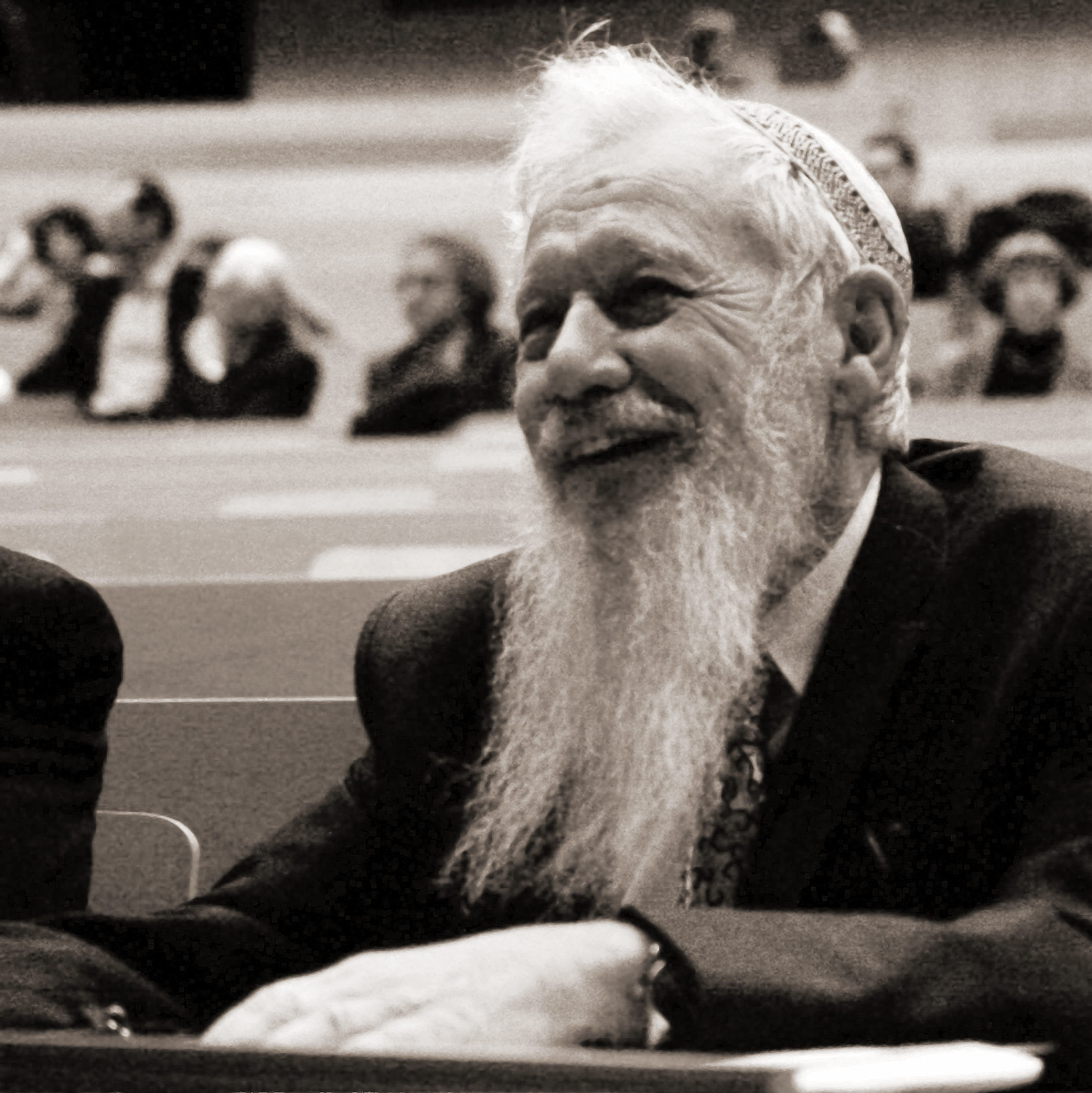

Він (разом з Томасом Шеллінгом) був нагороджений Премією пам'яті Нобеля з економіки 2005 року за внесок у дослідження виникнення конфліктів та кооперації з точки зору теорії ігор.